# The OA
The OA ou L’AO au Québec est une série télévisée américaine créée par Brit Marling et Zal Batmanglij diffusée du 16 décembre 2016 au 22 mars 2019 sur Netflix. La saison deux sort en 2019 et, comme la précédente, est composée de huit épisodes. Ils sont réalisés par Zal Batmanglij alors que Brit Marling est également réalisatrice, productrice et interprète du rôle principal.
Diffusée sur Netflix peu après Stranger Things, la série lui est souvent comparée, de manière aussi favorable, que défavorable,. Avec le temps, des liens ont aussi été tissés avec la série Twin Peaks et notamment sa troisième saison, avec laquelle elle partage un grand nombre de thématiques.

## Synopsis
Prairie Johnson, une jeune fille aveugle adoptée, réapparaît brusquement sept ans après avoir été enlevée. Elle s'identifie désormais comme étant « L'AO » (l'Ange originel). Le fait qu'elle ait retrouvé la vue et la nature de sa disparition provoquent bien des questionnements chez les autres…

## Fiche technique
- Titre original : The OA
- Titre québécois : L'AO
- Création : Brit Marling et Zal Batmanglij
- Réalisation : Zal Batmanglij et Andrew Haigh (2 épisodes de la saison 2)
- Scénario : Brit Marling, Zal Batmanglij, Melanie Marnich et Ruby Rae Spiegel
- Photographie : Lol Crawley
- Montage : Jonathan Alberts, Geraud Brisson, Matthew Hannam et Lisa Lassek
- Musique : Rostam Batmanglij, Danny Bensi, Saunder Jurriaans et Jay Wadley
- Casting : Libby Goldstein, Junie Lowry-Johnson, Chris Gray
- Production : Jill Footlick et Ashley Zalta
  - Production déléguée : Brit Marling, Zal Batmanglij, Brad Pitt, Dede Gardner, Jeremy Kleiner, Sarah Esberg, Michael Sugar, Alison Engel, Blair Fetter, Nina Wolarsky
- Société(s) de production : Plan B Entertainment et Anonymous Content
- Société(s) de distribution : Netflix
- Pays d'origine :  États-Unis
- Langue originale : anglais
- Format : couleur
- Genre : fantastique, drame, science-fiction, mystère, surnaturel
- Durée : 30-70 minutes

 Sauf indication contraire, les informations mentionnées dans cette section peuvent être confirmées par la base de données cinématographiques IMDb,  présente dans la section « Liens externes ».

## Distribution

### Acteurs principaux
- Brit Marling (VF : Céline Mauge) : Prairie Johnson / L'AO (The OA) / Nina Azarova / Brit
- Emory Cohen (VF : Emmanuel Garijo) : Homer Roberts
- Scott Wilson (VF : Georges Claisse) : Abel Johnson (saison 1, secondaire saison 2)
- Alice Krige (VF : Annie Sinigalia) : Nancy Johnson (saison 1, secondaire saison 2)
- Phyllis Smith (VF : Monique Nevers) : Elizabeth « Betty » Broderick-Allen
- Patrick Gibson (VF : Donald Reignoux) : Steve Winchell
- Brendan Meyer (en) (VF : Gabriel Bismuth-Bienaimé) : Jesse
- Brandon Perea (VF : Gauthier Battoue) : Alfonso « French » Sosa
- Ian Alexander (VF : Kaycie Chase) : Buck Vu
- Jason Isaacs (VF : Bernard Gabay) : Dr Hunter Aloysius « Hap » Percy / Jason Isaacs
- Kingsley Ben-Adir : Karim Washington (saison 2)
- Will Brill (en) (VF : Valentin Merlet) : Scott Brown (saison 2, secondaire saison 1)
- Sharon Van Etten : Rachel (saison 2, secondaire saison 1)
- Paz Vega (VF : Ethel Houbiers) : Renata (saison 2, secondaire saison 1)
- Chloe Levine : Angie (saison 2, secondaire saison 1)

### Acteurs secondaires
- Hiam Abbass : Khatun (saison 1)
- Riz Ahmed (VF : Jean-Christophe Dollé) : Elias Rahim
- Zoey Todorovsky : Nina Azarova, Prairie Johnson jeune
- Nikolai Nikolaeff : Roman Azarov
- Sean Grandillo : Miles Brekov (saison 1)
- Marcus Choi (VF : Fabien Briche) : Mr Vu
- Robert Eli (VF : Guillaume Lebon) : Principal Gilchrist (saison 1)
- Zachary Gemino : Carlos Sosa
- Stephanie Delaney : Madison Jeffers
- Robert Morgan (en) (VF : Gabriel Le Doze) : Sheriff Stan Markham
- Michael Cumpsty (en) (VF : Christian Gonon) : Dr Leon Citro
- Zendaya (VF : Marie Tirmont) : Fola
- Bria Vinaite : Darmi (saison 2)
- Zoë Chao : Mo (saison 2)
- Lisseth Chavez : Carmen (saison 2)
- Irène Jacob : Élodie (saison 2)
- Eijiro Ozaki : Azrael (saison 2)
- Vincent Kartheiser (VF : Julien Allouf) : Pierre Ruskin (saison 2)
- Liz Carr : Marlow Rhodes (saison 2)
Version française
  - Société de doublage : Deluxe Media Paris
  - Direction artistique : Marie-Eugénie Maréchal
  - Adaptation des dialogues : Hélène Jaffrès & Aziza Hellal

Source VF : Doublage Série Database

## Production

### Développement et genèse
La série est conçue par Brit Marling et Zal Batmanglij, qui commencent à développer le concept en décembre 2012. Ils passent deux ans à travailler seuls sur la série, avant de la proposer aux studios. La série a plusieurs producteurs, dont Brad Pitt de Plan B Entertainment. Rostam Batmanglij, le frère de Zal Batmanglij, est l'un des compositeurs de la musique. Le chorégraphe Ryan Heffington a créé les mouvements de danse.
L'épisode final de la saison 1 inclut un hommage à Allison Wilke, aussi connue professionnellement comme A.W. Gryphon. Coproductrice sur la série, elle meurt d'un cancer du sein trois jours après la fin du tournage et un mois avant sa sortie.
Le 8 février 2017, Netflix confirme une saison 2, appelée The OA : Part II.
Andrew Haigh réalise deux épisodes pour la saison deux.
En juillet 2018, Cindy Holland, vice-présidente du département Séries originales de Netflix, annonce que la série doit perdurer encore 4 saisons.
Le 27 février 2019, Netflix annonce sur Twitter la date de sortie de la saison deux, le 22 mars 2019.
La deuxième saison de la série est diffusée à Lille, à l'occasion du festival Séries Mania.
Le 5 août 2019, Netflix annule la série après deux saisons.

### Attribution des rôles
Bria Vinaite rejoint la série dans un rôle régulier pour la deuxième saison.

### Tournage
En décembre 2017, Brit Marling, annonce que le tournage de la saison 2 débutera en janvier 2018. En juin 2018, Jason Isaacs annonce que le tournage de la saison deux est terminé. Cette deuxième saison, annoncée pour 2019, sort le 22 mars.

## Épisodes

### Première saison (2016)
1. Le Retour (Homecoming) : Prairie  Johnson, une jeune femme portée disparue pendant 7 ans se présente à l’hôpital avec des cicatrices étranges sur le dos, mais elle ne peut révéler d’où elles proviennent.
2. Le Nouveau Colosse (New Colossus) : sous le nom de AO ("ange originel") raconte ses multiples tribulations après un accident subi dans l’enfance (elle est morte et a ressuscité), jusqu’à une rencontre fatidique loin de chez elle des années plus tard.
3. Le Champion (Champion) : dans le récit en flash-back, on apprend qu'un pacte est scellé avec Homer et les autres prisonniers du docteur Hap, qui ont tous vécu la même expérience que Prairie - AO, alors qu’ils conçoivent un plan d'évasion.
4. Là-haut (Away) : un dilemme déchirant permet à l'AO de voir la détresse du groupe sous un autre angle. Homer est résolu à découvrir la vraie nature des expériences de Hap sur la mort imminente.
5. Le Paradis (Paradise) : alors que Hap rencontre un nouveau cobaye potentiel à Cuba, Homer et l'AO s’efforcent de parfaire leur plan d’évasion. Scott atteint un point de rupture.
6. Les Sentiers qui bifurquent (Forking Paths) : tandis que le groupe de prisonniers continue à chercher le mouvement ultime de la chorégraphie qui lui permettra de s'évader en changeant de dimension, les évènements prennent une tournure étonnante.
7. L'Empire de lumière (Empire of the Light) : dans le temps actuel, un nouveau rêve menaçant et une sortie avec ses parents adoptifs Nancy et Abel ne sont pas sans conséquence pour Prairie - AO. La vie de Steve, une des personnes recrutées par elle pour aller au secours des autres prisonniers de Hap, est de nouveau plongée dans la tourmente.
8. Le Moi invisible (Invisible Self) : après que Prairie - AO a raconté sa dernière nuit dramatique chez Hap, on commence à voir son histoire sous un jour nouveau. Les fragments du rêve se mettent en place.

### Deuxième saison (2019)
1. Ange de la mort (Angel of Death)[9]: Karim Washington, détective privé, est à la recherche d'une jeune femme disparue et sillonne la ville de San Francisco à la recherche d'une maison mystérieuse où se joue un jeu dangereux. La propriétaire en est Nina, soit Prairie - AO dans une vie alternative.
2. Treasure Island (Treasure Island): Karim Washington continue ses recherches et s'intéresse au docteur Percy, un médecin travaillant pour Pierre Ruskin (fiancé de Nina) et qui n'est autre que Hap dans une vie alternative. Nina est internée de force dans sa clinique.
3. Le Miroir magique (Magic Mirror): de retour au Michigan, Steve implore les autres membres du groupe de retrouver l'AO dans une autre dimension. Le miroir de l'un d'eux, Buck, révèle le visage d'une personne qui était prisonnière de Hap avec Prairie - AO, Rachel, actuelle patiente du docteur Hap - Percy. Un pèlerinage improbable s'ensuit.
4. SYZYGY (SYZYGY): Karim demande de l'aide a l'AO pour trouver l'entrée secrète de la maison et délivrer la jeune fille disparue. Hap - Percy rencontre une femme pouvant voyager à travers les dimensions comme lui et l'AO.
5. Entre médium et ingénieur (The Medium and the Engineer): Karim et l'AO explorent la maison et se retrouvent enfermés dans un labyrinthe. Homer, chargé du cas de Nina car il est devenu dans sa vie alternative un collaborateur du docteur Hap - Percy,  commence à douter de lui et l'espionner.
6. Miroir rioriM (Mirror Mirror); le groupe formé par Prairie - AO qui a échappé à une fusillade où elle a trouvé la mort part à la recherche de Rachle vue dans le miroir. Mais l'un d'eux, Jesse, ne se remet pas du traumatisme de la fusillade et un drame s'annonce.
7. La Femme derrière la vitre (Nina Azarova): Karim, après avoir sauvé la jeune fille disparue, est de retour dans la maison accompagné de la police. L'AO essaye d'envahir l'esprit de Nina et de ne faire qu'un avec elle. Hap - Percy propose de laisser Scott, un de ses anciens prisonniers,  sortir de l’hôpital après une dernière expérience.
8. Vue d'ensemble (Overview):  les membres restants du groupe de secours formé par Prairie - AO envahissent la clinique. Nina persuade Hap de lui montrer ses recherches sur les voyages interdimensionnels et Karim découvre l'un des derniers secrets de la maison.

## Analyse
La série soulève et propose une théorie à la question la plus problématique de notre existence : que se passe-t-il après la mort ? Elle interroge également sur la liberté de l'homme dans ses choix et ses expériences. La richesse des références présentes et brillamment associées est également à souligner (histoire des religions, astronomie, philosophie, arts divers)

## Accueil
La critique acclame en grande majorité cette série à l'univers décalé  et souligne la créativité des scénaristes,,,.
| Saison | Saison | Critique           | Critique          |
| Saison | Saison | Rotten Tomatoes    | Metacritic        |
| ------ | ------ | ------------------ | ----------------- |
|        | 1      | 76% (54 critiques) | 61 (17 critiques) |

### Récompenses
| Année | Prix                            | Catégorie                       | Nomination                    | Résultat   |
| ----- | ------------------------------- | ------------------------------- | ----------------------------- | ---------- |
| 2017  | GLAAD Media Awards              | Série dramatique exceptionnelle | The OA                        | Nomination |
| 2017  | Writers Guild of America Awards | Drame épisodique                | Brit Marling & Zal Batmanglij | Nomination |